# Milicz (hrad)
Milicz je zřícenina hradu v Dolním Slezsku. Byl postaven ve 13. století na severozápadě města Milicz na levém břehu řeky Barycz.

## Historie

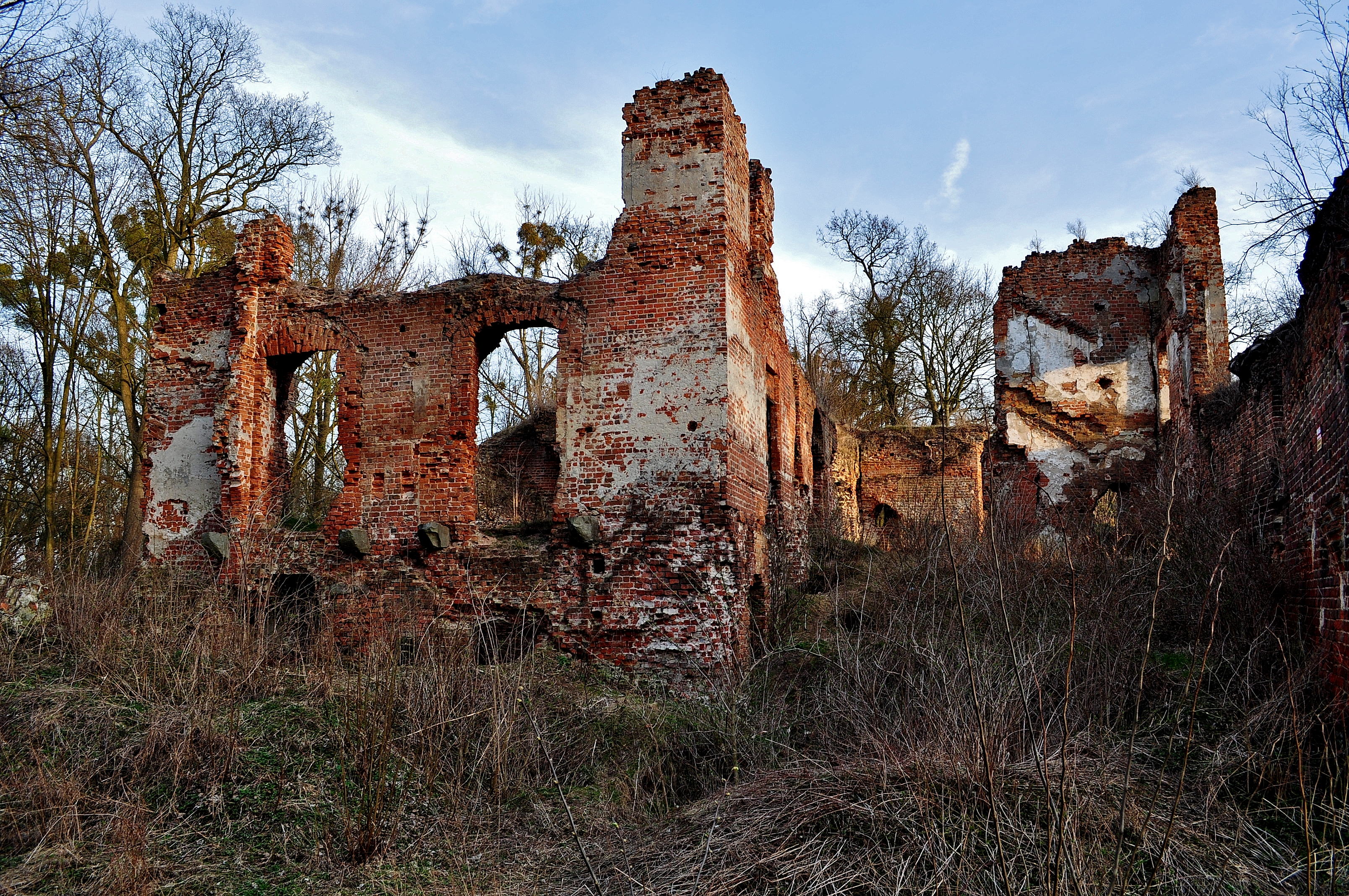
Zřícenina

Hrad vznikl na konci 13. století, zakladatelem byl vratislavský biskup Tomáš. Nejstarší zděná část stavby se nazývala biskupský palác. V době svého vzniku byl jedním z největších ve Slezsku. Hrad byl mnohokrát přestavěn. V letech 1339 až 1341 se stal předmětem sporu mezi českým králem Janem Lucemburským a vratislavským biskupem Nankerem, který se snažil omezit zisk panství českého krále ve Slezsku. V roce 1359 koupil panství Milicz Konrád I. Olešnický. V roce 1432 byl hrad a město zničeno nájezdem husitů. V roce 1494 získal panství baron von Kurzbach, v roce 1590 rod Maltazahnů. V letech 1797 až 1798 byl postaven nový zámek jako náhrada za již nevyhovující hrad.